# Győri Balett
៛៛
A Győri Balett 1979-ben alakult együttes. A Magyar Állami Balettintézet akkori végzős osztálya alapította a társulatot, első vezetőjük Markó Iván volt. A magyar táncművészetben, a hazai tánc történetében és Győr város kultúrtörténetében egyaránt mérföldkőnek bizonyult az együttes létrejötte és működése. A társulatnak a győri színház 1978-ban felavatott épülete ad helyet.

## Története
A társulat első évtizedét Markó Iván szellemisége határozta meg. Koreográfiái – abban az időben, a teljes repertoárt alkották – az emberiség nagy kérdéseit vetették fel, erőteljes érzelmi, indulati töltéssel, s a látványszínház gazdag eszköztárának bevetésével. Az indulásuk is legendás volt. Kilenc év alatt összekovácsolódtak az iskolapad, és a balettkorlát mellett. Az Állami Balettintézettől átvett diploma után, úgy döntöttek, hogy nem szélednek szét, hanem együtt építik a karrierjüket. Ügyüknek megnyerték Markó Ivánt, aki búcsút mondott a Maurice Béjart világhírű együttesének Brüsszelben. Győrbe jött, s az együttes vezetője lett.
Az alapító táncosok:
- Kiss János,
- Bombicz Barbara,
- Tárnoki Tamás,
- Dombrovszky Éva,
- Krámer György,
- Horváth Erika,
- Demcsák Ottó,
- Király Melinda,
- Szabó Elemér,
- Szigeti Gábor,
- Greiner Éva,
- Németh István,
- Horváth Gizella,
- Szekeres Lajos.

A közönség szeretetével és hűségével fizetett a művészi élményekért és nem fordult el a társulattól, amikor 1991-ben az együttes mélypontra került. Markó Iván váratlan távozása után a város vezetése is kitartott mellettük. Újjáépítették repertoárjukat, s az egyik alapító tag, Kiss János Liszt Ferenc-díjas igazgató vezetésével újabb megmérettetésre készültek és készülnek. A klasszikus és a modern táncműfajban is otthon vannak. Premierjeik társasági eseményszámba mennek.
A balett tagjai maguk is vállalkoznak koreográfiák készítésére. Wiliam Fomin: Embert virágzik a Föld, Demcsák Ottó: Hazug színek drogellenes kompozíciója, Bombicz Barbara: Párkák című víziója sikeres itthon és külföldön is.
Kiss János méltán büszke rá, hogy meg tudta nyerni külföldi koreográfusokat az együttmunkálkodásra. Libor Vaculik, a prágai Balett igazgatója készítette Az Operaház Fantomja librettóját és koreográfiáját Gaston Lerouxe regénye nyomán. Ez világpremier volt, hisz elsőnek vitték a romantikus szerelmi történetet balettszínpadra.Ugyancsak visszatérő sztárkoreográfus az amerikai Robert North. Fanfár című kompozícióját vitték színre. Az irodalmon kívül más társművészet is inspirálóan hatnak a társulatra. A Carmina Burana a német Günther Pick koreográfiájának 1995 színrevitele tisztelgés volt a zeneszerző Karl Orff születésének 100. évfordulójára.
A Győri Balett magas művészeti szinten megvalósított produkciói mellett iskolát is működtet. A balettképzés már az óvodában elkezdődik, s felvételivel kerülhetnek a Tánctagozatos Általános Iskolába. Sikeres felvételi vizsga után, a Győri Balett Tánc és Vizuális Művészeti Középiskolában folytathatják a tanulmányaikat. A sikeres érettségi után a balettmester tanári szakot szintén Győrben a Magyar Táncművészeti Főiskola kihelyezett tagozatán szerezhetik meg a hallgatók. Az iskolában külföldi növendékek is tanulnak.
A társulatnak a győri színház 1978-ban felavatott új épülete ad helyet, amelynek díszítésére nemzetközi elismertségű művészek vállalkoztak, mint Victor Vasarely és Szász Endre.

## Igazgatói
- Markó Iván (1979–1991)
- Kiss János (1991–2020)[1]
- Velekei László (2020–)[2]